# Washington Mutual
Washington Mutual (WaMu) était la plus importante caisse d'épargne des États-Unis. La société n'était plus une mutuelle depuis 1983, date de son entrée en bourse au New York Stock Exchange.
Le 25 septembre 2008, date du 119e anniversaire de la création de WaMu, l'Office of Thrift Supervision (OTS), principal régulateur fédéral des caisses d'épargne américaines, annonçait qu'elle saisissait la banque en faillite et qu'elle allait vendre ses actifs sains à JPMorgan Chase,. Cette faillite est la plus grosse d'une banque américaine de toute l'histoire.

## Histoire
WaMu était au départ une caisse d'épargne. Depuis le début du XXIe siècle, elle avait connu une croissance accélérée pendant la bulle immobilière en développant massivement ses activités hypothécaires.
Au 30 juin 2008, Washington Mutual(WaMu) employait plus de 4 300 personnes dans plus de 2 200 comptoirs répartis dans 15 États. Elle possédait 188,3 milliards de dollars en dépôt.
Le 15 septembre 2008, à la suite de la faillite de Lehman Brothers, due à la crise des subprimes, beaucoup d'épargnants avaient retiré leurs dépôts de WaMu, ce qui avait fait diminuer son actif sous gestion de 10 % en moins de 10 jours. Le 25 septembre 2008, WaMu est officiellement fermée par les autorités américaines (le Federal Deposit Insurance Corporation) et immédiatement vendue à JPMorgan Chase pour 1,9 milliard de dollars. Au moment de la faillite, elle possédait en portefeuille des prêts hypothécaires de qualité douteuse, s'élevant à 50 milliards USD.
Le 2 octobre 2008, JPMorgan Chase « fait le ménage » à la direction de Washington Mutual. Le directeur général de WaMu, son assistant et le président de la caisse d'épargne, quitteront leur poste dès le 3 octobre. Le responsable juridique, le vice-président et directeur général et le directeur des ressources humaines ont également été remerciés avec effet immédiat. Seul le directeur financier s'est vu accorder un préavis: il a quitté le groupe en décembre.